# 中共中央党史研究室
中共中央党史研究室是中共中央直属事业单位，中共中央主管党史业务的工作部门，现合并至中共中央党史和文献研究院。

## 沿革

### 创建
中国共产党有组织地收集党史资料，最早可追溯到1929年在苏联莫斯科设立的“中国党史研究室”，主任为瞿秋白，他的《中国党史研究室征求回忆录启事》指出：“请愿意写回忆录的同志，在一个月之内（到一九三〇年一月卅日为止），到中国党史研究室报名。”这是该研究室留下的唯一文件。
1930年瞿秋白回国。1931年4月制定的中共最早规定有组织地管理文件记录的《文件处置办法》也是由瞿秋白起草，其中论述了切实保管党的文件的目的是“备交将来（我们天下）之党史委员会”。依据该办法，中共文件此后由上海的地下专门机构“中央文库”收集保存。中央文库的文件几经辗转，在1950年初正式运至中共中央。
1937年夏，由延安解放社铅印出版的《中国问题指南》（“革命历史丛书之一”第1、2册）是现存可查的陕北党史资料编纂的最早例子。第2册所收的中共文件几乎全在张闻天执笔、1938年印行的《中国现代革命运动史》中出现。
1938年2月，《中国问题指南》第1册和第2册合订，由解放社以《红色文献》再度印行。这一时期，中共决定，对刊行的党的领导人的著作及历史资料的版本实行统一管理。1938年2月25日，中共机关刊物《解放》第31期发表《中国共产党中央委员会启事》，称：2月8日以后，中共的官方文件、领导人著作和历史资料等全部委托延安的解放社等指定出版机构印刷发行；对此前以各种形式发行的书籍和册子的内容，中央不予负责。这意味着解放社合订出版的《红色文献》是中共最早出版的官方文献集。
《中国问题指南》（《红色文献》）将收录的文件评为“完全正确”，这就意味着将过去的路线视为“完全正确”。1938年后，对于这一立场，中共党内开始出现不同声音，有些领导人要求重新评价过去的路线。1941年到1943年整风运动时期，毛泽东推动了这种评价变化，重新进行党史文献收集和编纂。新编纂的党的文献集是毛泽东所说的“党书”，即《六大以来》（1941年末刊行）及续编《六大以前》（1942年10月刊行）；1943年将两书缩编印为《两条路线》。但这几部文献集均未公开发行，仅向党员内部发行。

### 党史资料编辑委员会
1942年3月27日，根据中央书记处的决定，设立中共中央党史资料编辑委员会，主任康生，委员彭真、胡乔木、陶铸、陈伯达、范文澜、陆定一。实际事务由胡乔木负责。在该委员会设立之前的1942年3月18日），为编纂“适合中层干部阅读的党史文件选集”，中央决定由胡乔木、陶铸负责收集资料。该委员会编纂的党史文件选集起初名为《中共党史资料选录》，这是1942年3月24日毛泽东和任弼时向在重庆的周恩来等人要求收集、寄送若干文件时使用的书名。当时毛泽东、任弼时要求周恩来等人收集的文献是《汪精卫、陈独秀联合宣言》（1927年）、彭述之《中国革命的根本问题》、瞿秋白《中国革命中之争论问题》、《中共第五次代表大会决议》。1942年到1943年，中央文库的一部分文献也运到延安。1942年10月刊行了《六大以前》。
此后继续收集补充党的历史文献。例如在延安为方便干部阅览，印刷了收有胡乔木关于五四运动经过的文章《“五四”运动经过》和陈潭秋关于中共一大的回忆《中共第一次代表大会的回忆》等的资料集。

### 建国后
1951年7月21日，《中央关于收集党史资料的通知》决定在中共中央宣传部下设立“党史资料室”。1951年末，其机关刊物《党史资料》杂志创刊，至1955年春停刊止共刊行24期，是中华人民共和国成立初期中共党史领域唯一的杂志。党史资料室于1951年11月16日设立，起初由中央宣传部副部长徐特立兼任主任，后由黎澍任副主任。另外，党史资料室当初有若干副主任，第一副主任是田家英，常务副主任是黎澍。尽管要遵照中央宣传部副部长胡乔木的指示工作，但实际业务由黎澍负责。1953年7月，黎澍正式就任主任。此外，党史资料室还有缪楚黄、王真、刘立凯等中国革命史、近代史研究的先驱者。其中缪楚黄负责编辑《党史资料》杂志。
《党史资料》杂志与其说是由组织推动，不如说是在黎澍、缪楚黄个人努力下调查并收集党史资料，因此其收集范围很有限。1954年4月《党史资料》第3期刊登了《中央宣传部关于征集现代革命历史资料的通知》。1955年4月，《党史资料》停刊。与此同时，中央宣传部下的党史资料室几乎被废止，变为有名无实的机构。这是因为历史文献、档案收集工作由中央宣传部移交中央档案馆，由后者统一集中管理。就在1955年4月10日，中共中央办公厅发出《关于收集党的历史档案的通知》，强调中央办公厅秘书局下设的中央档案馆筹备处今后统一收集管理党的历史档案。1956年4月12日，国家档案局局长曾三在第二次全国档案工作会议上的讲话《在党的第二次全国档案工作会议的总结》中称：“关于革命历史档案的收集问题：国务院决定，革命历史档案都归中共中央档案馆收集……去年4月开始收集，现在有一些成绩”。于是，中央文件等历史档案的整理及编纂由中央档案馆（正式成立前是由中央办公厅秘书局）系统集中负责。不久，《中共中央文件汇编》等大型文献集（1956年起编纂，1958年初版，1965年增订版，全137册）及其简化版《中共中央文件选集》（全11册，馆藏版）集结成书。但这两书仅限中央档案馆内部使用。另外，《党史资料汇报》杂志于1958年6月创刊，由中央办公厅秘书局（后由中央档案馆）内部发行，继续了此前《党史资料》杂志承担的职能，即刊登党史资料供高级干部参考。
在1955年党史资料室解体后，原党史资料室的人员中从事资料收集和编纂的历史学家如黎澍、缪楚黄、刘立凯等人被调到中共中央政治研究室工作。也就是说，1955年后，此前党史资料室负责的两方面工作中，文件资料方面工作移交给中央档案馆，历史（党史）研究方面工作移交给中央政治研究室。

### 文革及重建
1966年1月，中共中央党史编纂委员会成立，董必武为主任。不久文革爆发，党史编纂工作中止。
粉碎“四人帮”后的1977年3月，中央决定正式恢复中共中央党校，华国锋亲自兼任校长，并调胡耀邦任副校长。胡耀邦到任后，在同有关同志谈话和座谈时表示：要将林彪、“四人帮”颠倒了的是非颠倒回来；林彪、“四人帮”对历史、党史有很大篡改和歪曲；中共中央党校教学要讲历史和党史；要搞一本党史教材，先搞出计划大纲报给中央。1977年6月，胡耀邦安排党校干部工作时，宣布由牛云霄和杨慧芳筹建党史研究室。胡耀邦提到，中央的叶剑英提出，趁老同志还健在、还可回忆党史，成立一个党史研究室，获得华国锋同意。党史研究室设在中央党校，地位高于其他教研室。1978年春，牛云霄学习结束后，着手筹建党史研究室。这时杨慧芳提出不愿离开原来的专业，所以杨慧芳没来，上级乃调谢筱迺与牛云霄一起工作。随后根据胡耀邦的设想，准备在中央党校南院兴建一栋六层楼，供党史研究室办公，但因缺乏资金而未能实施。

### 邓小平时期
1980年1月29日，中共中央发出《关于成立中央党史委员会及其工作机构的通知》（中发〔1980〕9号），指出早日编辑和出版党史，是全党的迫切需要，为此决定成立中共中央党史委员会，“负责审定党史编辑计划，决定对党史中的某些重大问题的看法和最后审定全书书稿。”中央党史委员会由华国锋、叶剑英、邓小平、李先念、陈云、聂荣臻、邓颖超、胡耀邦组成。在中央党史委员会领导下，成立党史编审委员会，负责党史编辑工作中的各项重要问题，初步审定全书书稿。党史编审委员会由胡耀邦、彭真、粟裕、胡乔木、陆定一、李维汉、程子华、杨尚昆、王鹤寿、安子文、姚依林、冯文彬组成。在党史编审委员会领导下成立党史研究室（即中共中央党史研究室），直接负责党史资料的收集、研究、编写工作。胡乔木任党史研究室主任，胡绳、华楠、李新、廖盖隆任副主任。并规定党史研究室附设于中央党校。
1980年5月7日，经中共中央批准，成立中共中央党史资料征集委员会，在中央党史编审委员会领导下，负责党史资料的征集工作。
1980年4月，党史研究室主持工作的副主任廖盖隆来到中央党校。根据胡乔木的意见，党史研究室的行政、后勤工作由中央党校代管（1981年下半年分开），党史研究室调来一些专业干部，原则是先借后调，主要从北京各单位调。牛云霄和廖盖隆一起到中共中央组织部商定了一份调人、借人名单。到1980年6月底，从中央党校、中国人民大学、北京大学、北京师范大学等单位借调来30余名专业干部。
1980年7月1日，中央党史研究室成立大会在中共中央党校北院办公主楼东侧的第四教室内举行。胡绳、冯文彬、华楠、李新、廖盖隆等出席并讲话。当时，党史研究室分成10个研究组，分别研究中共成立后各时期的历史。
1982年2月21日，中央决定，中共中央书记处下设立党史工作小组。杨尚昆任组长。中央党史委员会、中央党史编审委员会撤销。1988年3月，中央将1982年成立的党史工作小组改为主管全国党史工作的领导机构中央党史工作领导小组，由杨尚昆任组长。副组长胡乔木、薄一波。1990年，邓力群也任副组长。1994年，胡绳也任副组长。

### 党史研究室
1988年8月，中共中央决定撤销中共中央党史研究室、中共中央党史资料征集委员会，组建新的中共中央党史研究室。
1990年初，中央党史研究室向胡乔木汇报工作时，由胡乔木直接确定编写《中国共产党的七十年》一书。1991年8月8日，杨尚昆主持召开中央党史工作领导小组会议，审议并批准出版《中国共产党的七十年》。邓小平为该书题写了书名。1991年中国共产党成立70周年前后，中央党史研究室完成了《中国共产党历史》上卷和《中国共产党的七十年》等书。《中国共产党的七十年》获得了吴玉章学术成果奖和郭沫若学术成果奖。
1988年机构改革后，地方党史部门或留或撤、或合并或降格，前景不明，队伍很不稳定，而当时的主要工作在民主革命时期党史资料征集编纂任务基本完成以后，未能及时转移工作重点，导致工作停滞。1992年，中央党史研究室副主任李传华接手联系地方党史工作时，中央党史研究室仍为中央直属研究机构，是事业单位，对地方没有业务指导职能。中央党史研究室首先从《解放战争时期的“第二条战线”》史料丛书及《毛泽东的足迹》领袖纪实读物这两个项目开始，强化同地方党史部门的组织和协作。在1993年4月召开的全国党史部门负责人会议上，中央党史研究室引导大家落实党史工作重点转移的决策，具体商议了加强社会主义时期党史资料征编和专题研究工作。会上首选《城市接管与社会改造》、《中国农村的变革》两个全国协作项目，并初定了一些部分省市合作或者单独承担的编研项目。
1994年，中共十四届四中全会通过了加强党的建设的决议，中央在推进党的建设总体布局中，对中共党史的学习、宣传、教育提出明确要求。这时，中央党史研究室正筹备召开全国党史研究室主任会议，该室立即报告中央，请胡锦涛到会讲话。该请示报告很快获得批准。中共中央政治局常委到党史会议上讲党史工作，是中央党史研究室建室后的第一次。胡锦涛的讲话用“以史鉴今，资政育人”概括了党史工作的地位和功能，并提出“健全机构，稳定队伍，充实力量，提高素质”。该讲话和此次会议扭转了地方党史工作的停滞局面，使党史工作逐步走上稳定发展的轨道。
1995年，该室主任胡绳提出“三子工程”：盖房子（建机关大楼）、抓本子（写《中国共产党历史》多卷本）、搭班子（健全室、局、处领导班子）。
1998年，中央党史研究室将筹备召开纪念中共十一届三中全会20周年大会的方案上报曾庆红后，很快得到江泽民的来信。信中说：“我们党领导人民进行革命、建设和改革的历史，是一部蕴含和体现马列主义、毛泽东思想和邓小平理论的活生生的教科书。我希望各级党委重视党史工作，充分发挥党史资政育人的作用。”这进一步明确了党史工作的任务和目的。
1999年6月30日召开的全国党史研究室主任会议上，中央党史研究室向党的80周年献上了特精本《中国共产党简史》。
2018年3月中共中央印发的《深化党和国家机构改革方案》称，不再保留中共中央党史研究室，相关职责并入中共中央党史和文献研究院。

## 职责
深化党史研究，准确记载和反映党的历史；组织党史学习教育；扩大党史宣传，普及党史知识；搞好党史纪念活动，深化党史事件和人物研究；征集、整理、编纂重要党史资料，妥善保存党的历史财富；协助有关部门做好党史革命史遗址遗迹调查、保护修缮和开发利用工作，搞好党史纪念场馆建设；参与指导红色旅游工作；开展对全国党史工作的业务指导；指导中国中共党史学会和中国中共党史人物研究会的工作。

## 机构设置
- 办公厅
- 科研管理部
- 第一研究部（民主革命时期党史研究）
- 第二研究部（社会主义革命和建设时期党史研究）
- 第三研究部（改革开放新时期党史研究）
- 宣传教育局
- 机关党委
- 机关服务中心
- 政党研究中心
- 中共党史出版社
- 《中共党史研究》杂志社
- 《百年潮》杂志社
- 中国共产党历史网[13]

## 历任领导
中共中央党史研究室（1980年1月—1988年8月）
| 主任 - 胡乔木（1980年1月—1982年4月） - 胡绳（1982年4月—1988年8月） | 副主任 - 胡绳（1980年1月—1982年4月） - 华楠（1980年1月—1986年11月） - 李新（1980年1月—1986年11月） - 廖盖隆（1980年1月—1986年11月） - 冯文彬（1982年4月—1986年11月） - 沙健孙（1986年11月—1988年8月） - 郑惠（1986年11月—1988年8月） |

中共中央党史资料征集委员会（1980年5月—1988年8月）
| 主任 - 冯文彬（1980年5月—1988年8月） | 副主任 - 廖盖隆（1980年1月—1988年8月） - 王明哲（1980年1月—1988年8月） - 马齐彬（1980年1月—1988年8月） - 谢筱迺（1982年4月—1988年8月） - 童小鹏（1982年4月—1988年8月） - 华楠（1982年4月—1988年8月） - 马石江（1983年1月—1988年8月） |

中共中央党史研究室（1988年8月至今）
| 主任 - 胡绳（1988年8月—2000年11月） - 孙英（2000年12月—2005年7月） - 李景田（2005年7月—2008年9月） - 欧阳淞（2008年9月—2014年1月） - 曲青山（2014年1月—） | 副主任 - 沙健孙（1988年8月—1994年8月） - 马石江（1988年8月—1990年6月） - 郑惠（1988年8月—1994年8月） - 李传华（1991年12月—1998年12月） - 龚育之（1995年6月—1999年3月） - 陈威（1995年6月—2001年11月） - 石仲泉（1998年1月—2003年2月） - 李君如（1998年12月—2000年4月） - 王伟华（1998年12月—2004年12月） - 朱佳木（1999年9月—2000年12月） - 谷安林（2000年12月—2006年8月） - 张启华（2003年2月—2009年10月） - 李忠杰（2003年7月—2014年） - 章百家（2004年12月—2011年8月） - 吕世光（2006年8月—2015年12月） - 龙新民（2007年4月—2011年10月） - 曲青山（2009年10月—2014年1月） - 张树军（2011年8月—） - 高永中（2011年10月—2016年11月） - 冯俊（2015年12月—） - 吴德刚（2016年11月—） |